# Tapinocyba simplex
Tapinocyba simplex là một loài nhện trong họ Linyphiidae.
Loài này thuộc chi Tapinocyba. Tapinocyba simplex được James Henry Emerton miêu tả năm 1882.